# جانغ هاي-جين
جانغ هاي-جين (هانغل: 장혜진) هي مغنية وممثلة كورية جنوبية، ولدت في 15 مايو 1965 في كوريا الجنوبية.

## وصلات خارجية
- الموقع الرسمي